# Leptogaster pacifica
Leptogaster pacifica är en tvåvingeart som beskrevs av Mario Bezzi 1928. Leptogaster pacifica ingår i släktet Leptogaster och familjen rovflugor.
Artens utbredningsområde är Fiji. Inga underarter finns listade i Catalogue of Life.